# Oxytropis calva
Oxytropis calva är en ärtväxtart som beskrevs av Leonid I. Malysev. Oxytropis calva ingår i släktet klovedlar, och familjen ärtväxter. Inga underarter finns listade i Catalogue of Life.